# Bársonykalapú lánggomba
A bársonykalapú lánggomba (Gymnopilus sapineus) a Hymenogastraceae családba tartozó, Európában és Észak-Amerikában elterjedt, korhadó fenyőtörzseken élő gombafaj. 

## Megjelenése
A bársonykalapú lánggomba kalapjának átmérője 2-8 cm, alakja domború, majd idővel majdnem laposra kiterül, közepén kis púppal. Széle kezdetben begöngyölt, később sima. Felülete száraz, nemezesen szálas, amely kis pikkelyekre hasadozhat fel. Színe a narancssárgástól a narancsbarnán át a vörösbarnáig terjed. Húsa sárgás-narancssárgás színű, íze keserű, szaga nem jellegzetes.
Sűrű lemezei tönkhöz nőttek. Színük kezdetben sárga, ami idővel narancsbarnára, majd rozsdabarnára sötétedik. Spórapora rozsdabarna. Spórái elliptikusak, rücskös felületűek, méretük 7-10,5 x 4-6 µm.
Tönkje 3-6 cm magas és 0,5-0,7 mm vastag. Alakja hengeres vagy kissé a lefelé vékonyodó. Felülete sima vagy kissé nemezes, színe sárgás ami sérülésre narancsbarnára változik. 

### Hasonló fajok
Az aranysárga lánggomba nagyobb, vaskosabb és kis gyűrűje van. A foltoslemezű lánggombától biztonsággal csak mikroszkóp alatt lehet elkülöníteni (egyik rokona sem ehető).

## Elterjedése és termőhelye
Európában (inkább a déli részén) és Észak-Amerikában honos. Magyarországon ritka.
Fenyőerdőkben található meg, ahol korhadt fatörzseken, tuskókon él. Szeptembertől novemberig terem. 
Keserű íze miatt fogyasztásra nem alkalmas.   

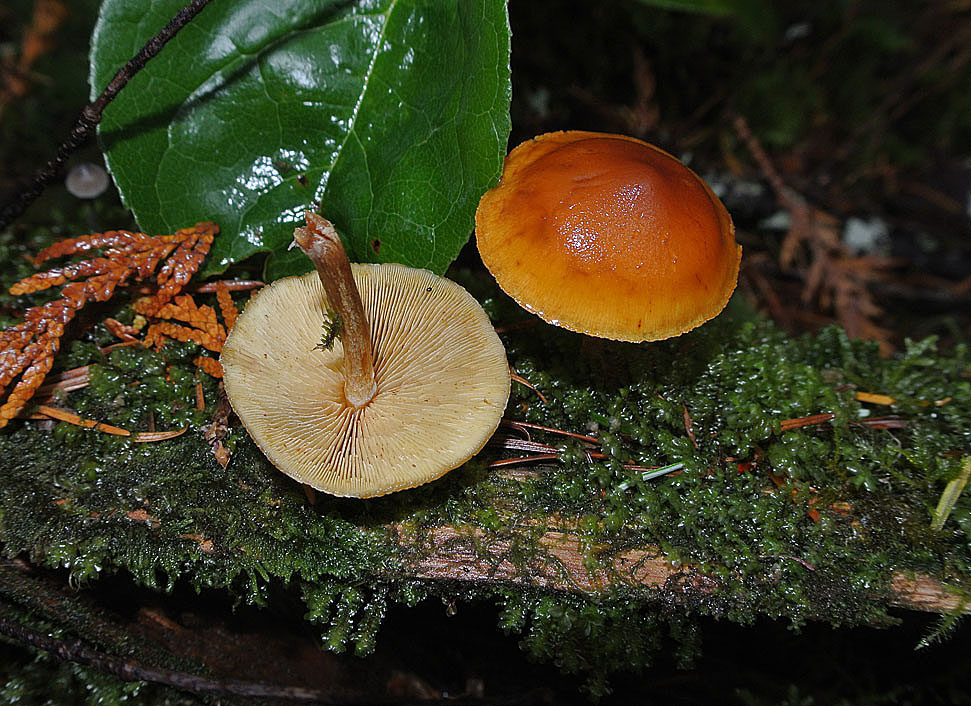
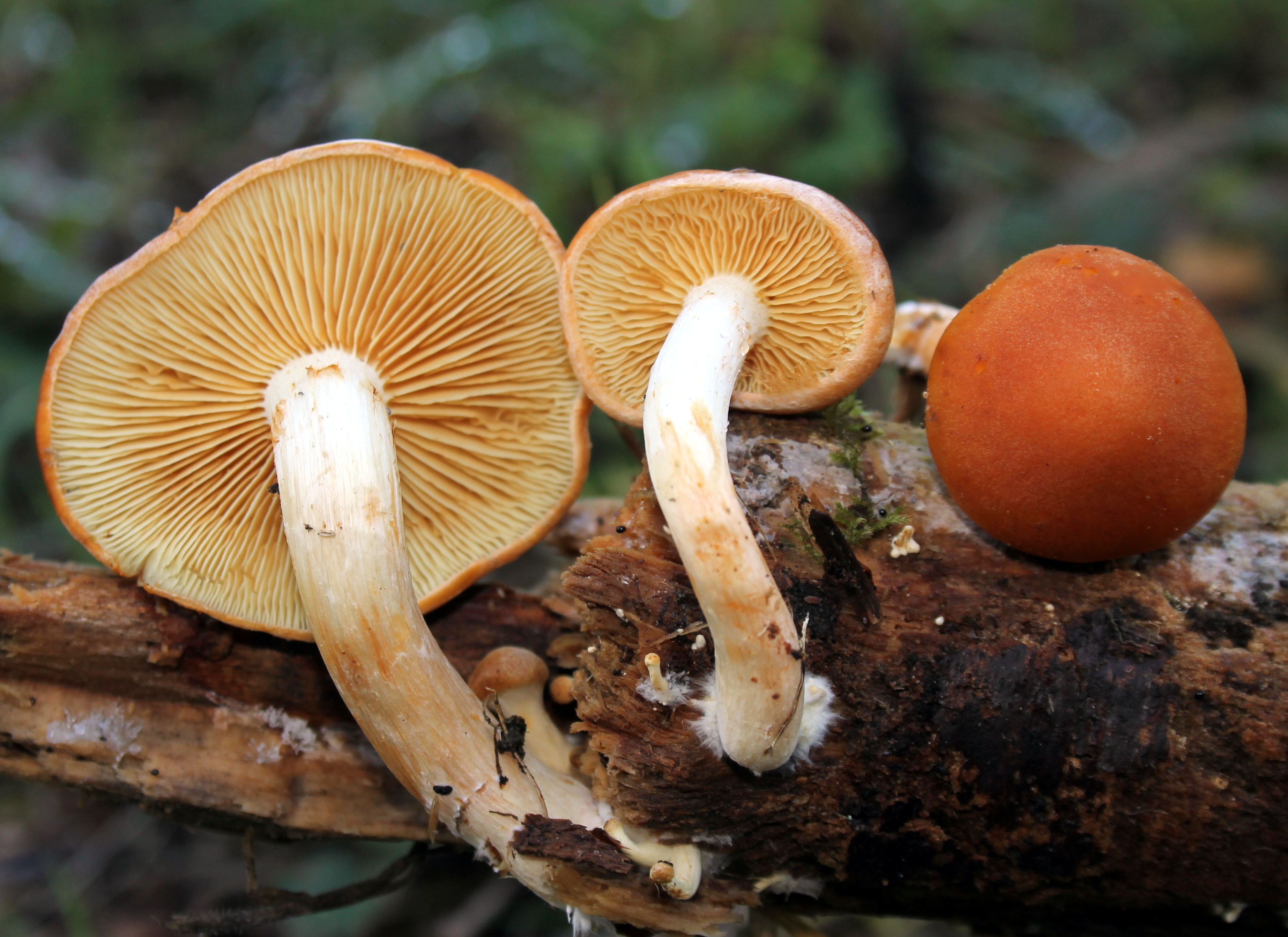
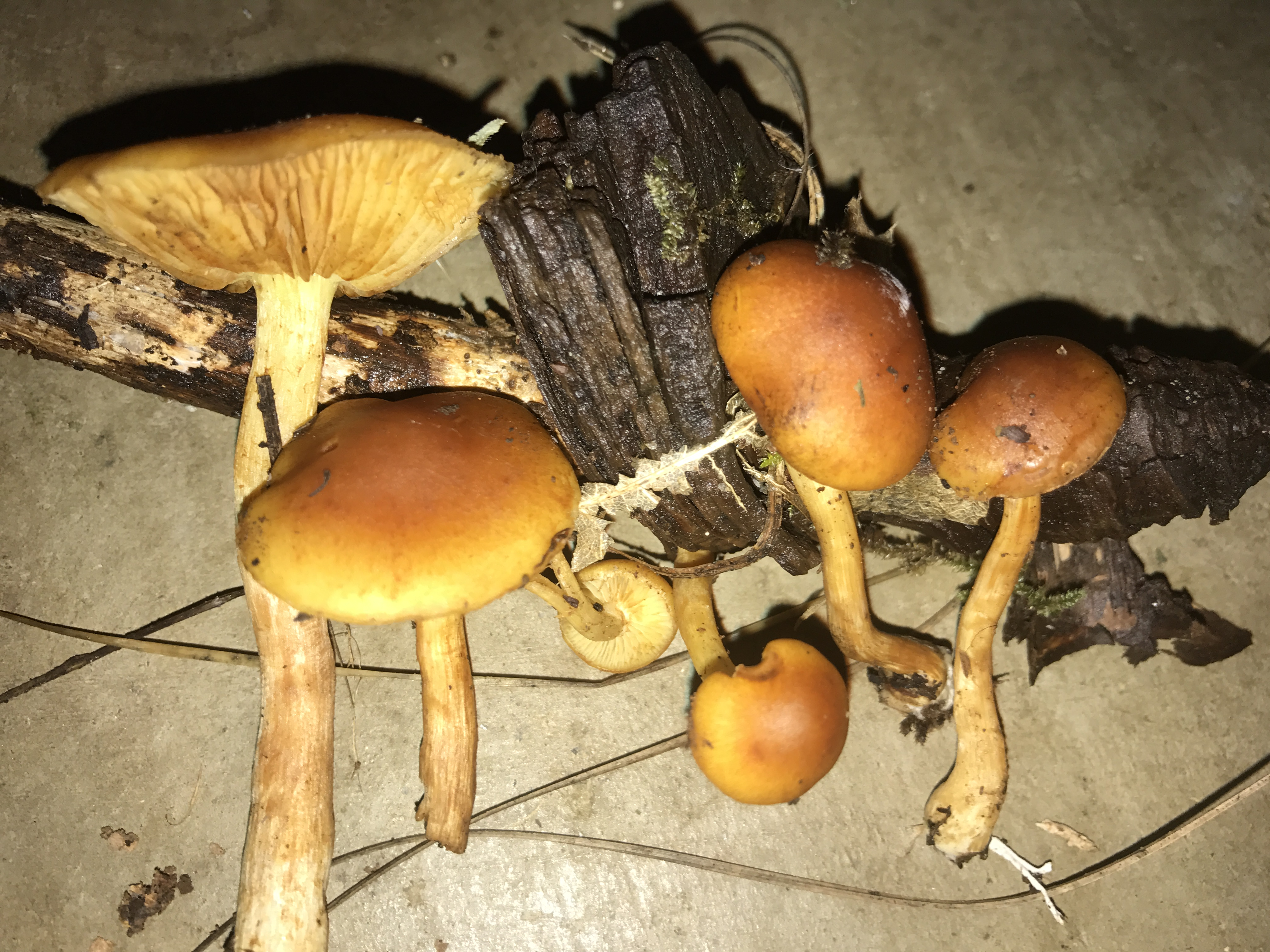
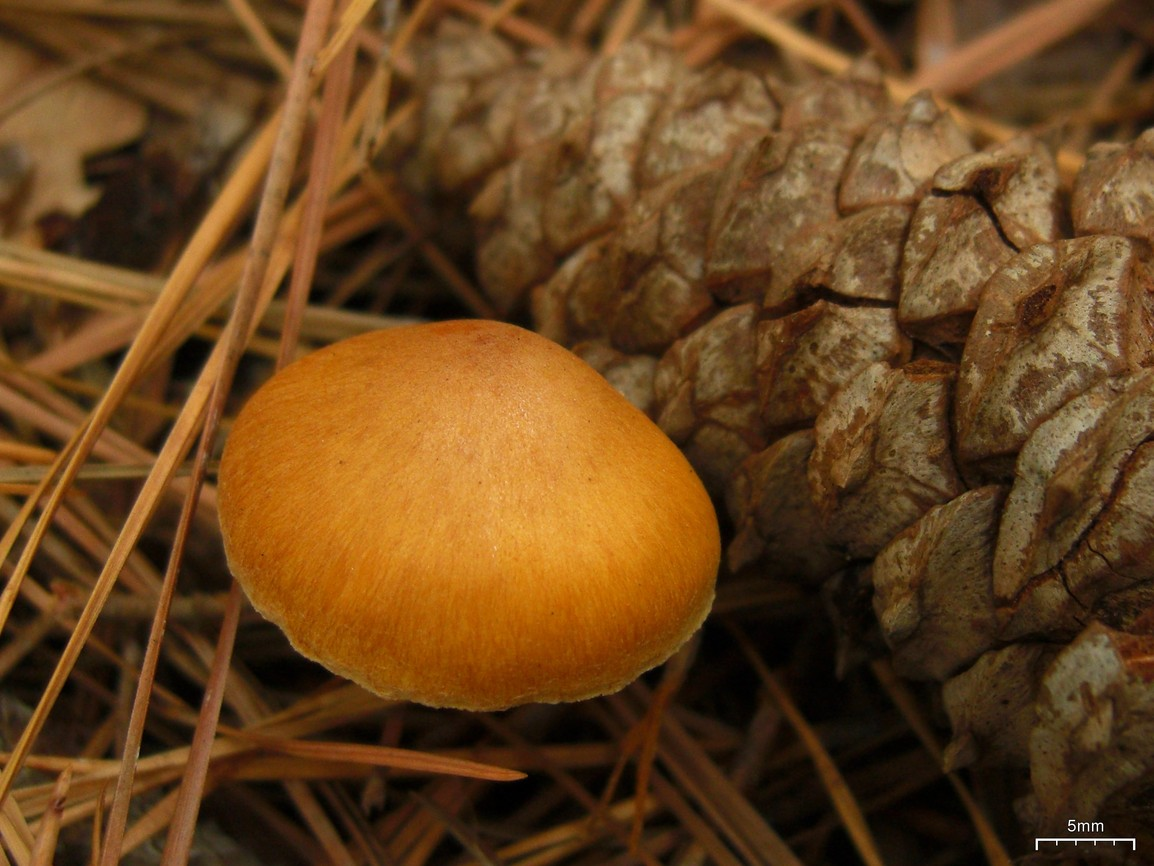